# Windows Bitmap
Uppslagsordet BMP leder hit, för pansarfordonen se BMP-1, BMP-2 och BMP-3.
Windows Bitmap (BMP) är ett bildfilformat för rastergrafik utvecklat av Microsoft

## Lagring av pixeldata
Varje pixel i en BMP-fil kan sparas med ett färgdjup på 1, 2, 4, 8, 16, 24 eller 32 bitar.
En alfakanal för transparenta bilder kan sparas i en separat fil eller som en fjärde kanal och utökar då 24-bitarsbilder till 32-bitar. Alfakanalen sparas ungefär som en vanlig 8-bitars-BMP-bild i gråskala.
Eftersom BMP är ett okomprimerat filformat, tar bilderna ofta stor plats, men då filerna innehåller mycket överflödig information kan man komprimera dem ganska mycket med hjälp av icke-förstörande komprimeringsmetoder såsom ZIP.

## Liknande format
X Window System har två liknande bildformat. XBM för svart-vita bilder och XPM för färgbilder.

## Andra bildformat
- PNG
- JPEG
- GIF
- SVG
- TIFF